# فرانسوا بونامي
فرانسوا بونامي (بالفرنسية: François Bonamy)‏ هو طبيب وعالم نباتات فرنسي. حصل على الدكتوراة في الطب في عام 1735م، وفي خلال 15 سنة، قام بإعطاء حصص دراسية في النباتات. وقد خدم كقائم بالوصاية في جامعة نانت على الطاقم الطبي، وكرئيس للجامعة.
تم تسمية الجنس النباتي بونامي (من فصيلة المحمودية) على شرفه من قبل لويس ماري أوبيرت دو بيتيت ثوارس.